# Scirpus californicus
Totora (do quechua tutura, Scirpus californicus) é uma planta herbácea aquática, da família das ciperáceas, comum regiões de pântanos da América do Sul.
Seu talo mede entre um e três metros, dependendo da espécie. É utilizada tradicionalmente na construção de embarcações e ilhas flutuantes no Lago Titicaca e em algumas praias do Peru.